# 스포트라이트 (1991년 영화)
《스포트라이트》(영어: Soapdish)는 미국에서 제작된 마이클 호프먼 감독의 1991년 코미디 영화이다. 샐리 필드, 케빈 클라인, 로버트 다우니 주니어, 캐시 모리어티, 엘리자베스 슈, 우피 골드버그 등이 출연하였고, 에런 스펠링 등이 제작에 참여하였다.
평단으로부터 대체로 호평을 받았으며, 케빈 클라인은 이 영화를 통해 1992년 제49회 골든 글로브상 뮤지컬·코미디 영화 부문 남우 주연상 후보에 올랐다.

## 줄거리
야심 찬 배우 몬태나 무어헤드는 같은 연속극에 출연 중인 스타 설레스트 탤버트의 위치를 자신이 대신 차지하기 위해 성관계를 미끼로 오만한 프로듀서 데이비스를 꾀어낸다. 둘은 설레스트가 연기하는 인물이 젊고 가난한 농아 여성을 실수로 죽이는 서사를 끼워 넣어 시청자의 혐오감을 유발하려고 한다. 하지만 농아 여성 역을 맡게 된 신예 배우 로리 크레이븐은 설레스트의 실제 조카로 밝혀지고, 윗선에서 이 화제성을 이용해 시청률 상승을 노리면서 로리는 정규 출연진으로 고정된다.  
이어 몬태나와 데이비스는 설레스트가 오래전 연속극에서 쫓아낸 옛 연인 제프리 앤더슨을 복귀시킨다. 플로리다주 극장식 식당에서 공연하는 신세로 전락해 있던 제프리는 설레스트에게 되갚아줄 기회가 생긴 것을 즐거워한다.  
로리와 제프리가 대본에 나와 있는 대로 입을 맞추려는 순간 설레스트는 둘을 멈추게 하더니 카메라 앞에서 로리가 실은 조카가 아니라 부모님이 대신 키우게 한 친딸이라는 사실을 밝힌다. 연속극 출연진과 제작진 대다수는 설레스트에게 경멸감을 표하지만, 이 추문으로 시청률은 고공 행진을 하게 되고 설레스트는 대중의 동정을 사는데...  

## 출연진
- 샐리 필드 - 설레스트 탤버트 / “매기” 역
- 케빈 클라인 - 제프리 앤더슨 / “로드 랜들 의사” 역
- 로버트 다우니 주니어 - 데이비스 시턴 반스 역
- 캐시 모리아티 - 몬태나 무어헤드 / 밀턴 무어헤드 / “낸 간호사” 역
- 엘리자베스 슈 - 로리 크레이븐 / “앤절릭” 역
- 우피 골드버그 - 로즈 슈워츠 역: 수석 작가.
- 캐리 피셔 - 베치 페이 샤론 역
- 게리 마셜 - 에드먼드 에드워즈 역: 방송국 사장.
- 테리 해처 - 에리얼 멀로니 / “모니카 더모니코 의사” 역
- 캐시 너지미 - 토니 밀러 역
- 폴 조핸슨 - 블레어 브레넌 / “볼트” 역
- 실라 켈리 - 프랜 역
- 벤 스타인 - 닛윗 간부 역
- 팀 초트

## 기타 제작진
- 공동 제작: 조엘 프리먼, 빅토리아 화이트
- 배역: 로라 케네디
- 미술: 유지니오 저네티
- 의상: 놀런 밀러